# Lars Ölfsson (Ängaätten)
Lars Ölfsson (Ängaätten), född på 1300-talet, död på 1300-talet, var en svensk häradshövding och fogde.

## Biografi
Lars Ölfsson (Ängaätten) nämns första gången 1371 och var från 1380 till 1385 häradshövding i Allbo härad. Han blev 1389 fogde i Värends fögderi.

### Egendom
Han ägde jord i Allbo härad och Västbo härad i Småland.

### Familj
Lars Ölfsson var gift med Abrahamsdotter, dotter till riddaren och danska riksrådet Abraham Brodersson. De fick tillsammans barnen häradshövdingen Harald Laurensson (Ängaätten) i Allbo härad, riddaren, riksrådet och lagmannen Gustav Laurensson (Ängaätten) i Tiohärads lagsaga och fogden Bengt Laurensson (Ängaätten) i Värends fögderi. Efter Lars Ölfssons död gifte Abrahamsdotter om sig med Somar Eriksson.